# Pteronisis echinaxis
Pteronisis echinaxis är en korallart som beskrevs av Philip Alderslade 1998. Pteronisis echinaxis ingår i släktet Pteronisis och familjen Isididae. Inga underarter finns listade i Catalogue of Life.